# Nina Siegal
Nina Siegal (New York, 27 augustus 1969) is een Amerikaans journalist en schrijver die neergestreken is in Nederland.
Ze is dochter van een vader die immunoloog was en een moeder afkomstig uit Tsjecho-Slowakije. Die laatste zat met haar moeder tijdens de Tweede Wereldoorlog ondergedoken in Boedapest en het platteland van Hongarije. Grootvader van moeders kant heeft enige tijd verbleven in concentratiekampen en ten slotte in Mauthausen, maar overleefde de ontberingen. De familie heeft een Joodse achtergrond.
Ze groeide op tijdens de financiële crises van de jaren zeventig in Manhattan (New York) en even later in Long Island (New York). In 1991 rondde ze een studie Engelse literatuur af (bachelor) aan de Cornell University. Vervolgens ging ze aan de slag bij San Francisco Bay Guardian en The New York Times (1991-1998). Daarna schreef ze voor die laatste de rubriek NYT (1998-2000). Ze stapte over naar Bloomberg News Urban Culture, waar ze tot 2004 werkte. Ze begon een studie fictieschrijven aan Iowa Writer’s Workshop (2004-2006). In dat laatste jaar kreeg ze een Fulbright-beurs en kon creatief schrijven bestuderen in Amsterdam (2006/2007). Destijds deed ze een voorstudie, onder meer met Ernst van de Wetering naar het schilderij De anatomische les van Dr. Nicolaes Tulp, hetgeen zou leiden tot haar roman Tulpen & Terpetijn (The anatomy lesson) uit 2015. In de tussentijd was ze vier jaar hoofdredacteur van Time Out Amsterdam (2008-2012) en vanaf 2012 correspondent van New York Times International Edition (ook wel International Herald Tribune) en New York Times (International). Ze verbleef al die tijd in Nederland. sinds 2019 is ze bezig met haar PhD aan de Universiteit van Amsterdam (gegevens februari 2023).
In 2008 waren al haar boeken Up & Down (misdaad) en A little trouble with the facts (misdaad) verschenen; in 2021 You'll thank me for this (over droppings).

## De vergeten dagboeken
In 2023 werd door Harper Collins (NL) boek De vergeten dagboeken; De Tweede Wereldoorlog in Nederland en de woorden van heb die er getuige van waren (Diary Keepers bij Harper Collins UK). Dit werk kwam tot stand mede door haar familiegeschiedenis en de woonplaats waar ze neerstreek Amsterdam. Thuis werd er nauwelijks over gesproken. Ze raakte meer en meer geïnteresseerd buiten de gangbare literatuur om. Ze had daarvoor toch vooral geleerd waakzaam te zijn, want een nieuwe Holocaust lag op de loer, aldus de familieleden. Voor haar boek las ze dagboeken Joden, nazi-sympathisanten, verzetsstrijder en fabrieksarbeider, bijvoorbeeld ook van Douwe Bakker, een Amsterdamse collaborerende politieagent, die stukjes schreef over Amsterdam in de oorlog met banale gegevens (het weer) en aansluitend in één moeite door de behandeling van Joden. De geschriften konden geraadpleegd worden bij het NIOD Instituut voor Oorlogs-, Holocaust- en Genocidestudies.
- Bibliothèque nationale de France: cb160835013 (data)
- Gemeinsame Normdatei: 1155488784
- International Standard Name Identifier: 0000 0001 1451 6137
- Library of Congress Control Number: n2007055234
- Nationale Bibliotheek van Israël: 987007522318405171
- Nederlandse Thesaurus van Auteursnamen: 310195365
- Système universitaire de documentation: 18088011X
- Virtual International Authority File: 90754385
- WorldCat: E39PCjHgcpd4m4yDYvmd6gHVyb